# جائزة برينر
جائزة برينر Brenner Prize هي جائزة أدبية في إسرائيل تمنح سنويا من جانب اتحاد الكتاب العبري في إسرائيل، ومؤسسة أسرة هافت. تأسست تكريما لاسم المؤلف يوسف حاييم برينر من رواد الأدب العبري الحديث، ومنحت للمرة الأولى عام 1945.
وممن حصلوا عليها الروائية روت ألموغ عام 1989.
‌